# Таовала

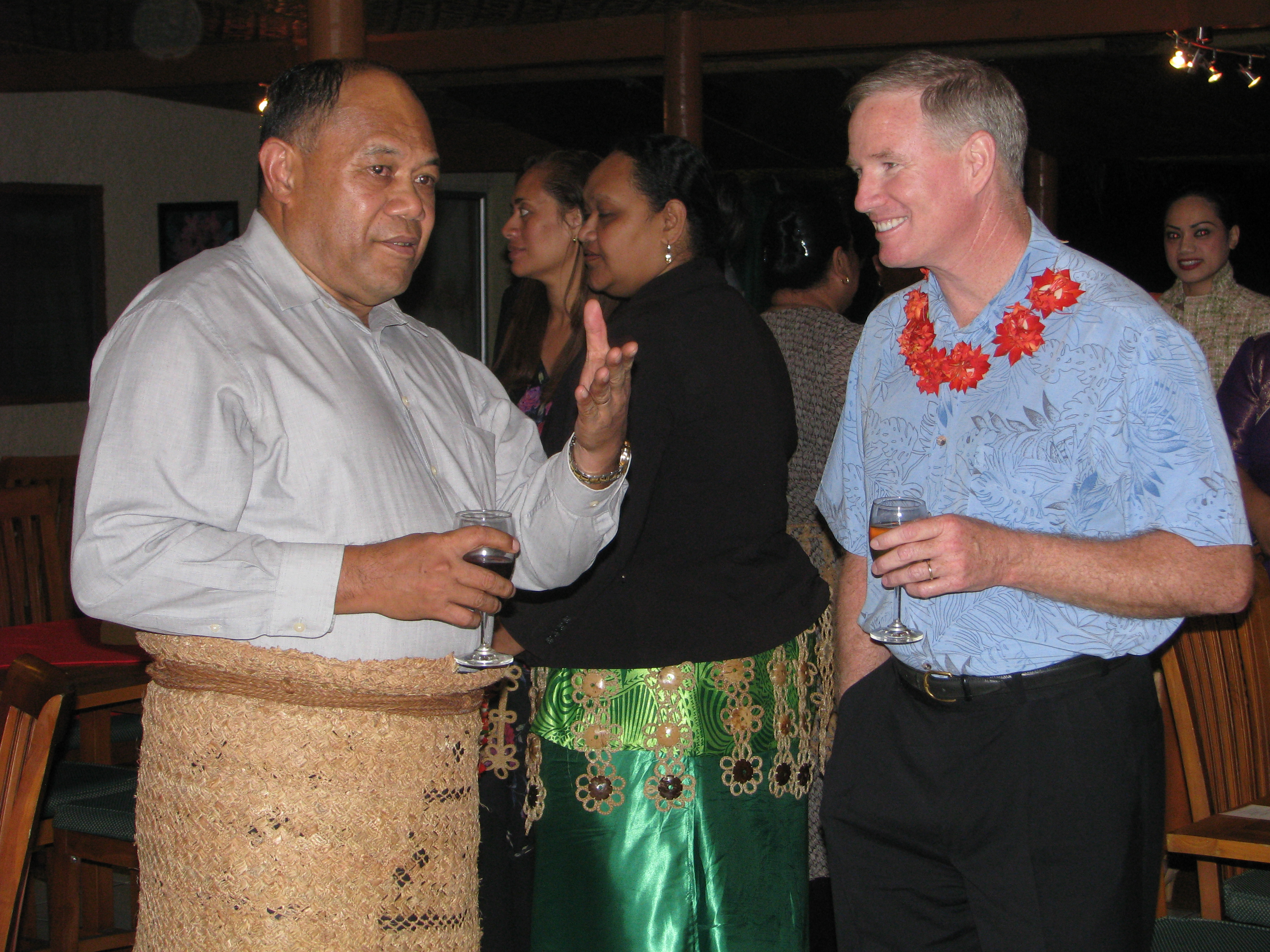
Генерал Тау’аика 'Ута’ау (слева) в таовале

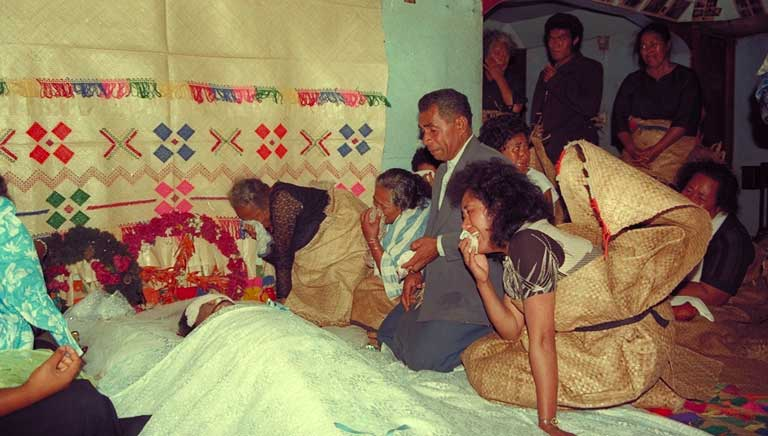
Тонганские женщины в таовалах на похоронах

Таовала (тонг. taʻovala) — тонганская традиционная одежда, плетёная из пандана прямоугольная рогожа, которую мужчины и женщины носят поверх прочей одежды, подпоясываясь койровой или волосяной верёвкой «кафа». Дорогие таовалы могут иметь отделку с орнаментом. Износ таовалы не считается зазорным, а наоборот, добавляет уважения носящему. По традиции таовалы и прочие традиционные ткани плетут женщины (обычно группами по 3—6 человек).
Среди знати ношение таовал почти прекратилось в XIX веке из-за распространения европейской одежды; в 1950-х годах королева Салоте Тупоу III своим призывом вернуться к ношению национального костюма вызвала возрождение таовалы.
Тонганцы носят таовалу при посещении церкви, на свадьбах, похоронах и иногда на работу; зачастую этот предмет одежды сравнивают с европейским галстуком. Некоторые надевают таовалу поверх европейской одежды (например, джинсов). Таовала олицетворяет важные для культуры Тонга понятия: ритуальную и физическую чистоту, достоинство и уважение к статусу.
Разновидности таовал:
- повседневная (тонг. taʻovala);
- украшенная свадебная (тонг. taʻovala mali);
- простая похоронная (тонг. taʻovala putu), иногда её намеренно пачкают перед надеванием.